# Masten Gregory
Masten Gregory (Missouri, SAD 29. veljače 1932. – Toskana, Italija, 8. studenog 1985.) je bivši američki vozač automobilističkih utrka.

## Rezultati u Formuli 1
| Sezona | Momčad                                                               | Šasija                       | Motor                                     | Utrke | Pobjede | Podiji | Bodovi | Plasman |
| ------ | -------------------------------------------------------------------- | ---------------------------- | ----------------------------------------- | ----- | ------- | ------ | ------ | ------- |
| 1957.  | Scuderia Centro Sud                                                  | Maserati 250F                | Maserati 250F1 2.5 L6                     | 4     | 0       | 1      | 10     | 6.      |
| 1958.  | Scuderia Centro Sud H.H. Gould Owen Racing Organisation Temple Buell | Maserati 250F BRM P25        | Maserati 250F1 2.5 L6 BRM P25 2.5 L4      | 5 (3) | 0       | 0      | 01     | —       |
| 1959.  | Cooper Car Company                                                   | Cooper T51                   | Climax FPF 2.5 L4                         | 6     | 0       | 2      | 10     | 9.      |
| 1960.  | Camoradi International Scuderia Centro Sud                           | Behra-Porsche RSK Cooper T51 | Porsche 547/6 1.5 F4 Maserati 250S 2.5 L4 | 6 (4) | 0       | 0      | 0      | —       |
| 1961.  | Camoradi International UDT Laystall Racing Team                      | Cooper T53 Lotus 18/21       | Climax FPF 2.5 L4                         | 8 (5) | 0       | 0      | 0      | —       |

^  Gregory je utrku na VN Italije 1958. završio na 4. mjestu, ali nije osvojio bodove jer je dijelio bolid s Carrollom Shelbyjem.